# Wey (azienda)
Wey è una casa automobilistica cinese di proprietà della Great Wall Motors specializzata in crossover e SUV, fondata nel 2016.

## Storia
Great Wall Motors annunciò la creazione del nuovo marchio Wey, dedicato a una nuova gamma di crossover e SUV di alta gamma, al salone dell'automobile di Guangzhou del 2016 presentando tre concept car: W01, W01 eAD, e W02. I tre i veicoli erano dotati del motore a benzina da due litri da 170 kW (231 CV) presente sul Haval H7, che era combinato con due motori elettrici. Questo ibrido plug-in offriva una potenza combinata di 268 kW (364 CV).
La Wey VV7, il primo veicolo di produzione del marchio, ha fatto il suo debutto ad Salone dell'automobile di Shanghai nell'aprile 2017 e nel settembre dello stesso anno è arrivato sul mercato il Wey VV5.
Sempre a settembre 2017, il marchio è stato presentato in anteprima europea all'IAA di Francoforte sul Meno. Oltre a presentare VV5 e VV7, il marchio ha presentato il P8, un ibrido plug-in da 270 kW (367 CV), e l'XEV, un concept car a propulsione elettrica.
Basata sulla VV5, la Wey VV6 ha debuttato al Guangzhou Auto Show nel novembre 2017 ed è stata messa in vendita in Cina dall'agosto 2018.
All'IAA 2019 sono stati presentati anche i due concept car Wey-S e Wey-X.
Al Chengdu Auto Show nel luglio 2020, Wey ha presentato il SUV Wey Tank 300 che è stato commercializzato con il marchio Tank dall'aprile 2021.
Il marchio ha presentato la Wey Mocca nel gennaio 2021, visivamente, incorpora alcuni elementi dei concept car Wey-S e Wey-X.
Nell'aprile 2021, ad Auto Shanghai sono stati presentati i SUV Wey Latte e Wey Macchiato.
Mocca e Latte e sono stati presentati anche per il mercato europeo come Wey Coffee 01 e Wey Coffee 02 all'IAA di Monaco di Baviera nel settembre 2021. Il marchio ha anche presentato il concept car Wey iNest.
Nel dicembre 2022, al Guangzhou Auto Show è stato presentato il SUV ibrido plug-in Wey Lanshan lungo 5,16 metri. Il suo lancio sul mercato è previsto per l'estate 2023.
A maggio 2024, viene annunciata la chiusura della sede europea di Monaco di Baviera.

## Modelli

### In produzione
- Wey Latte
- Wey Mocha
- Wey Macchiato
- Wey Lanshan
- Wey Gaoshan

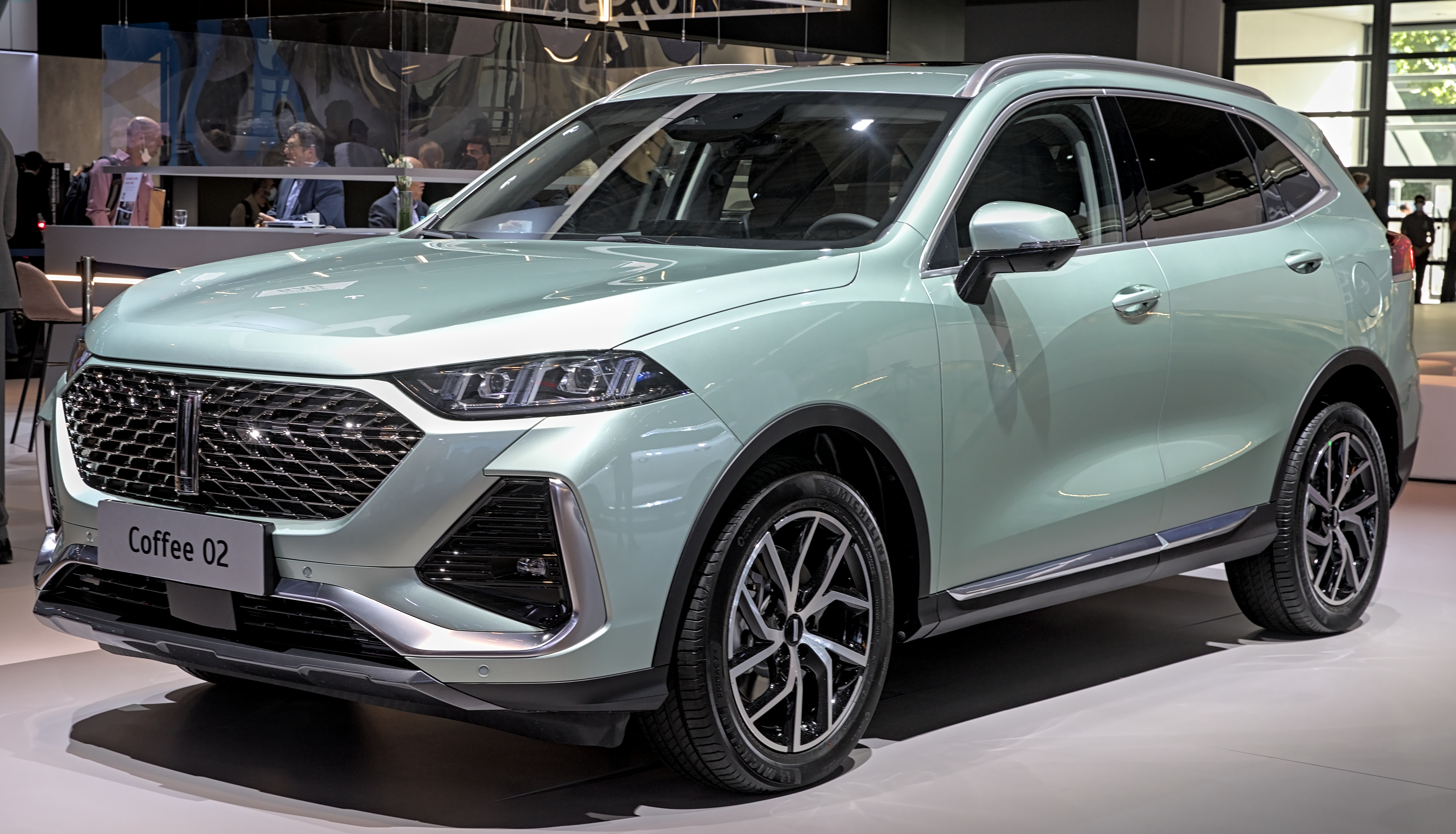
Wey Latte / Wey Coffee 02
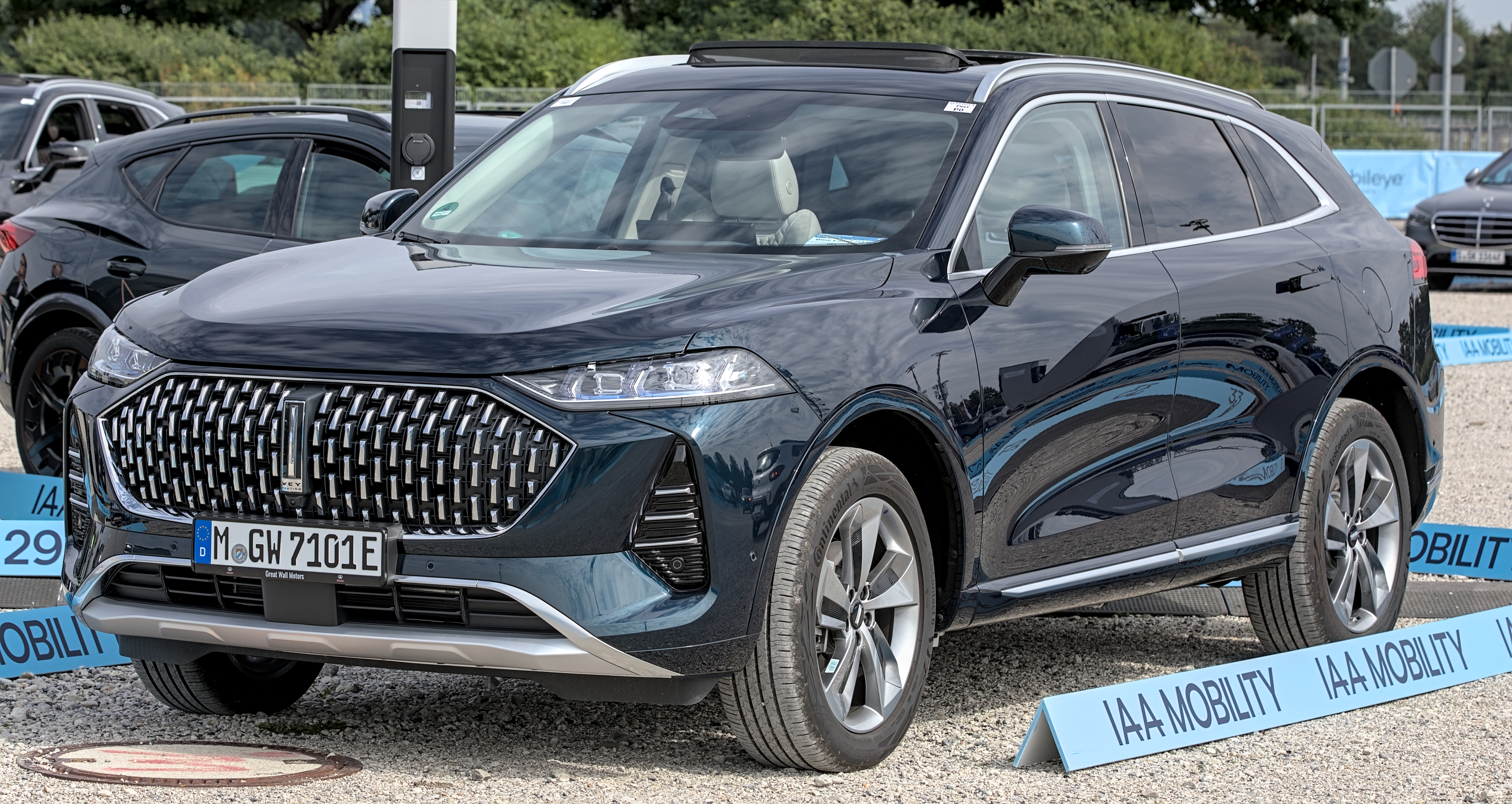
Wey Mocha / WeyCoffee 01
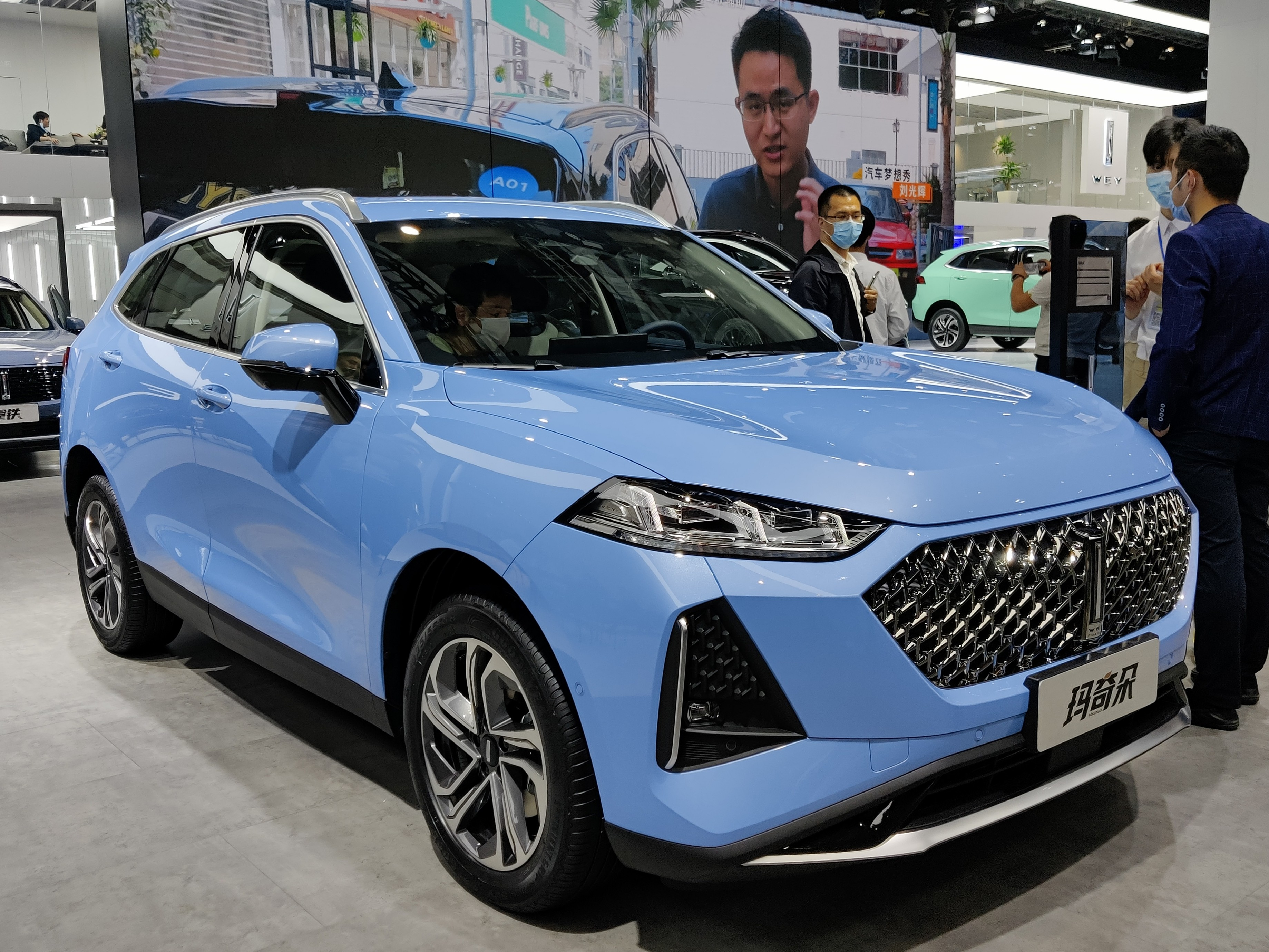
Wey Macchiato
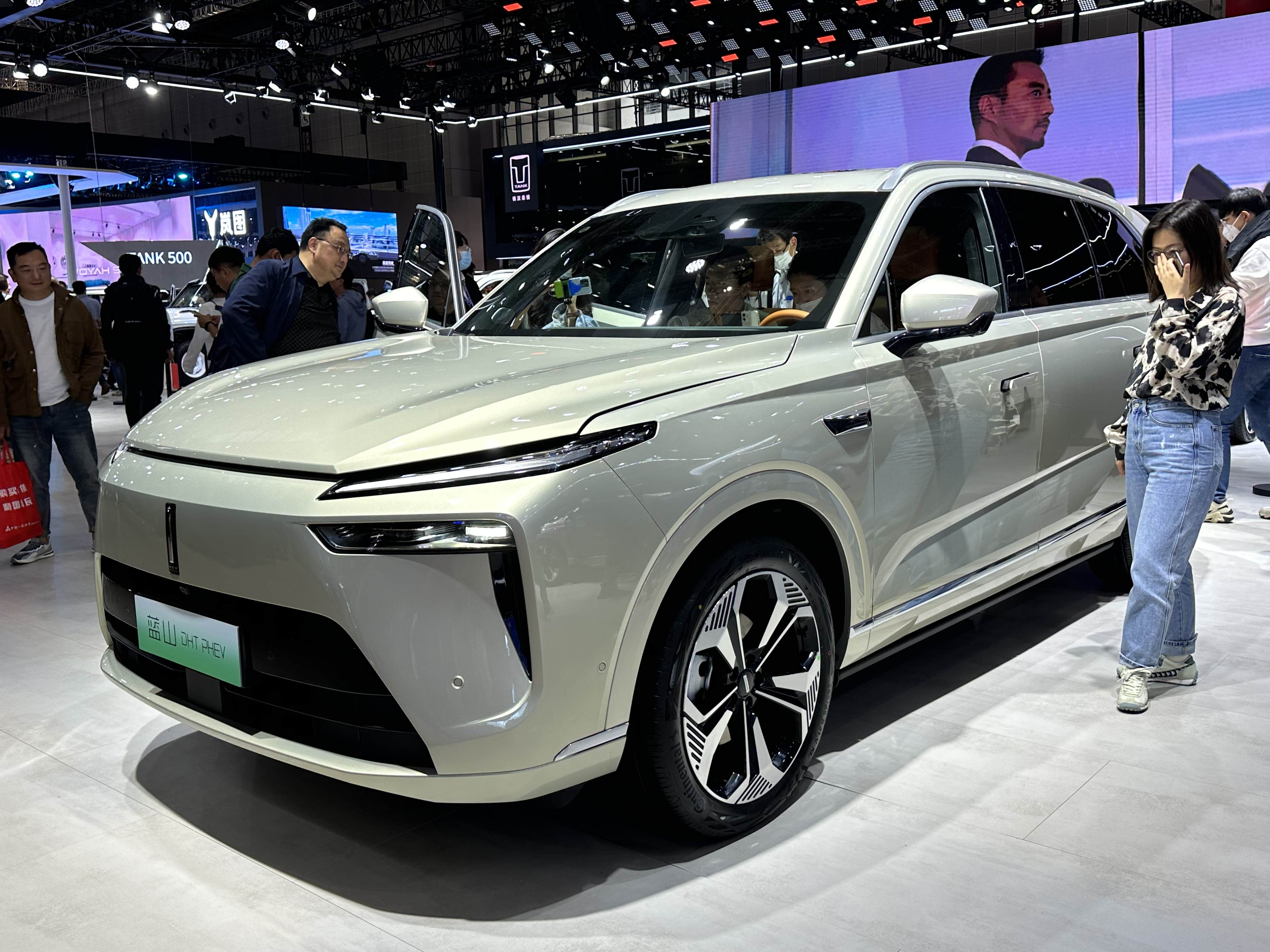
Wey Blue Mountain / Lanshan
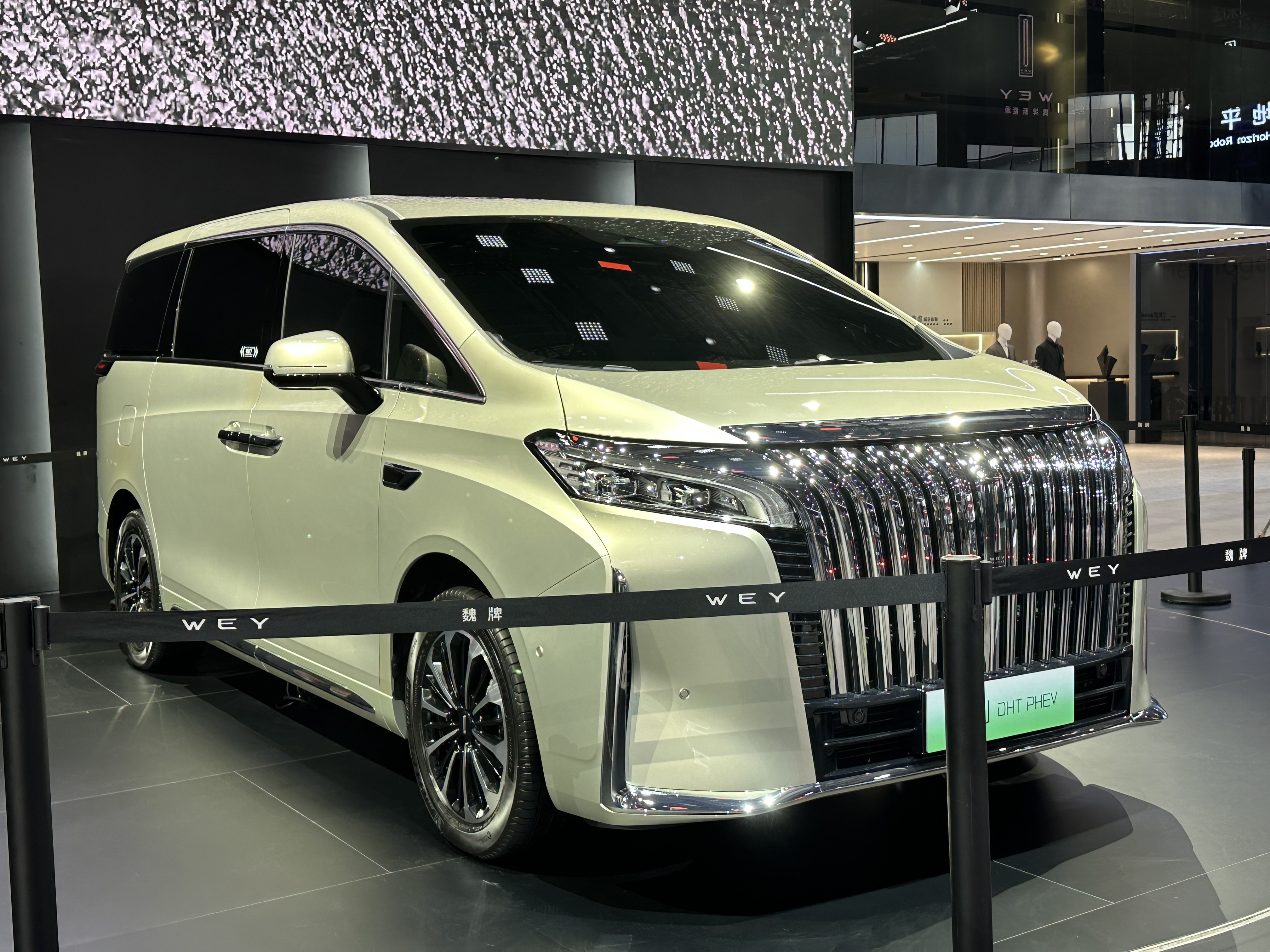
Wey Gaoshan

### In arrivo
- Wey Yuanming

### Fuori produzione
- Wey P8 (2018–2020)
- Wey Tank 300 (2020-2021)
- Wey VV5 (2017–2021)
- Wey VV6  (2018–2021)
- Wey VV7 (2017–2021)

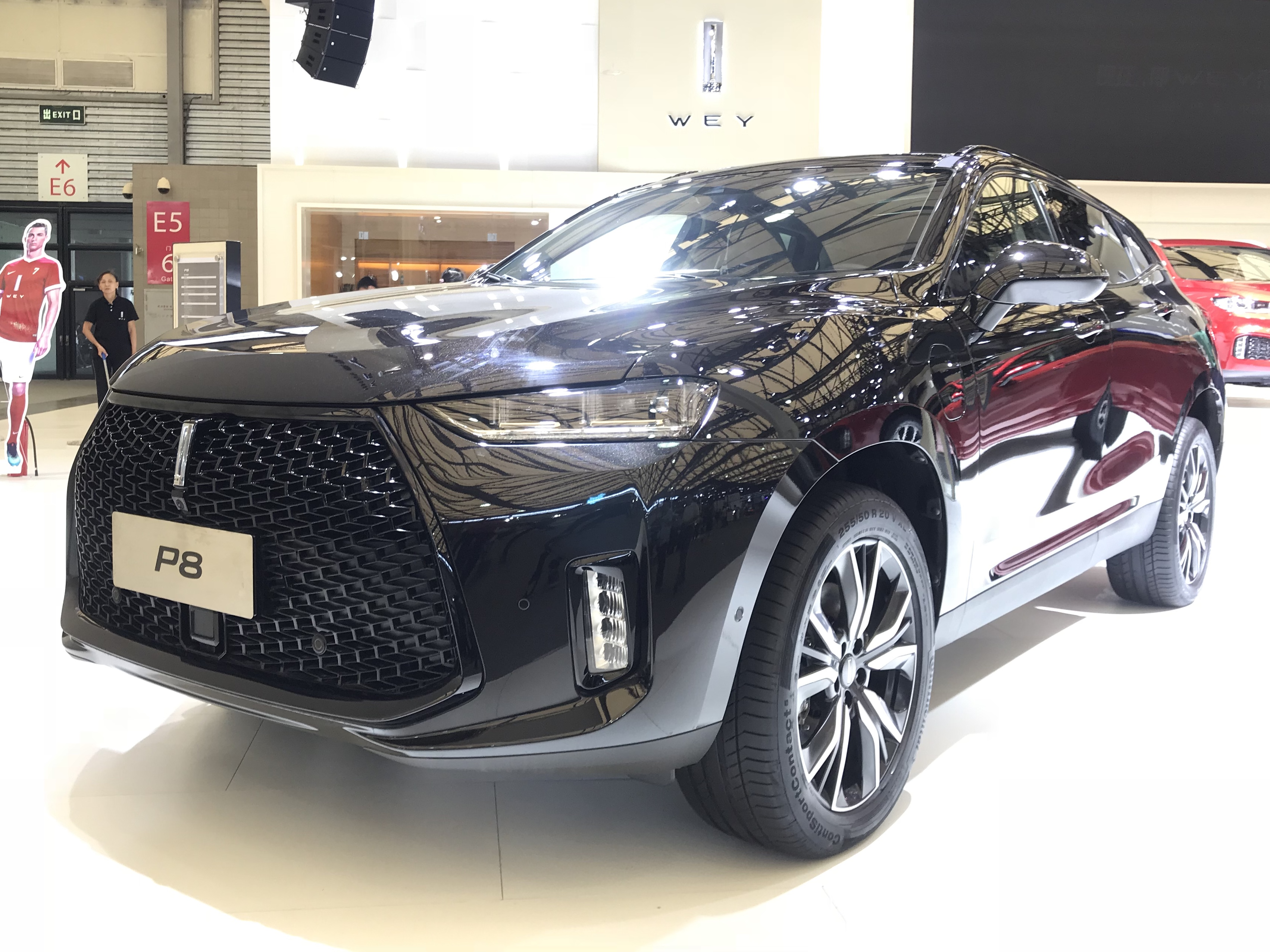
Wey P8
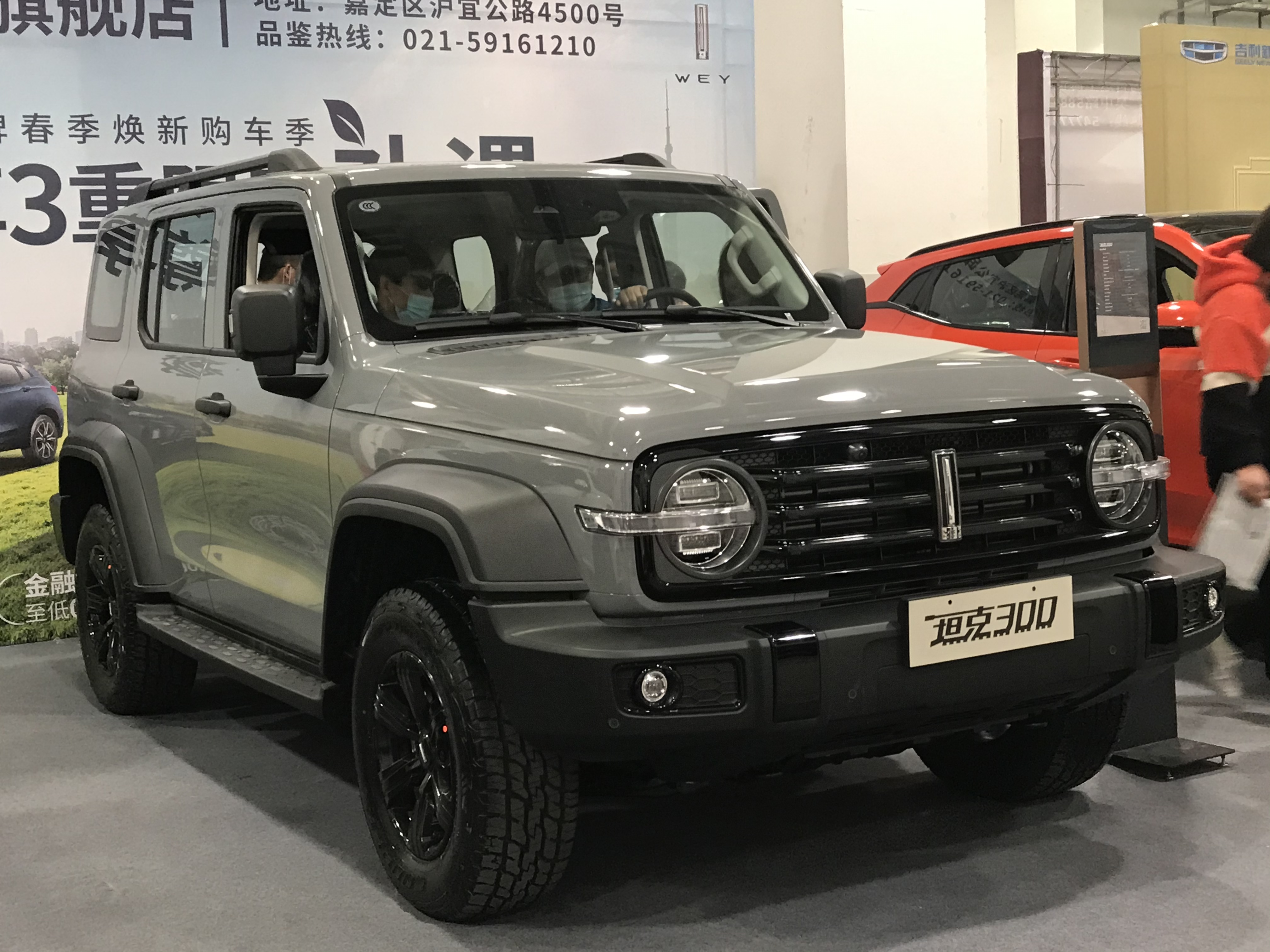
Wey Tank 300
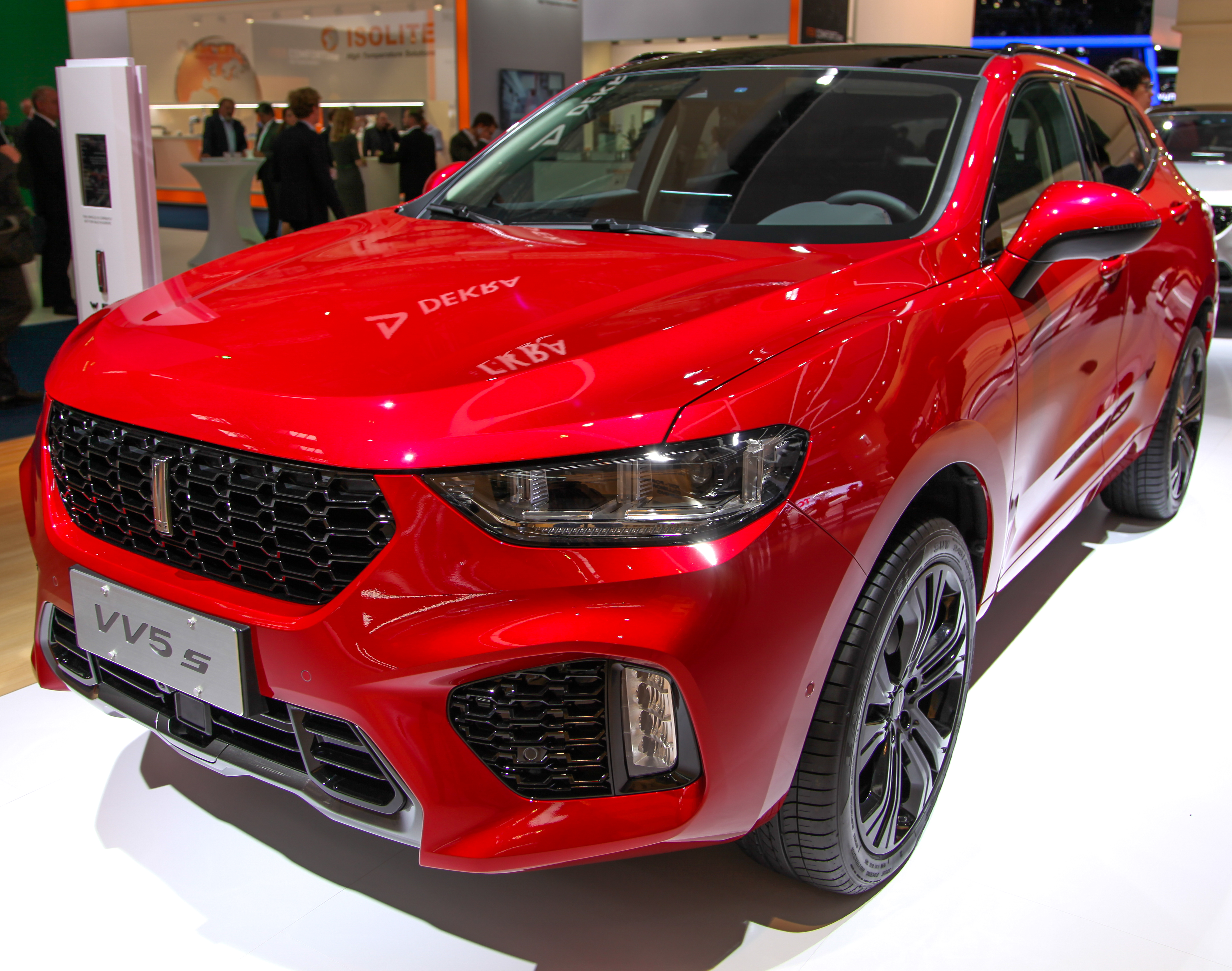
Wey VV5
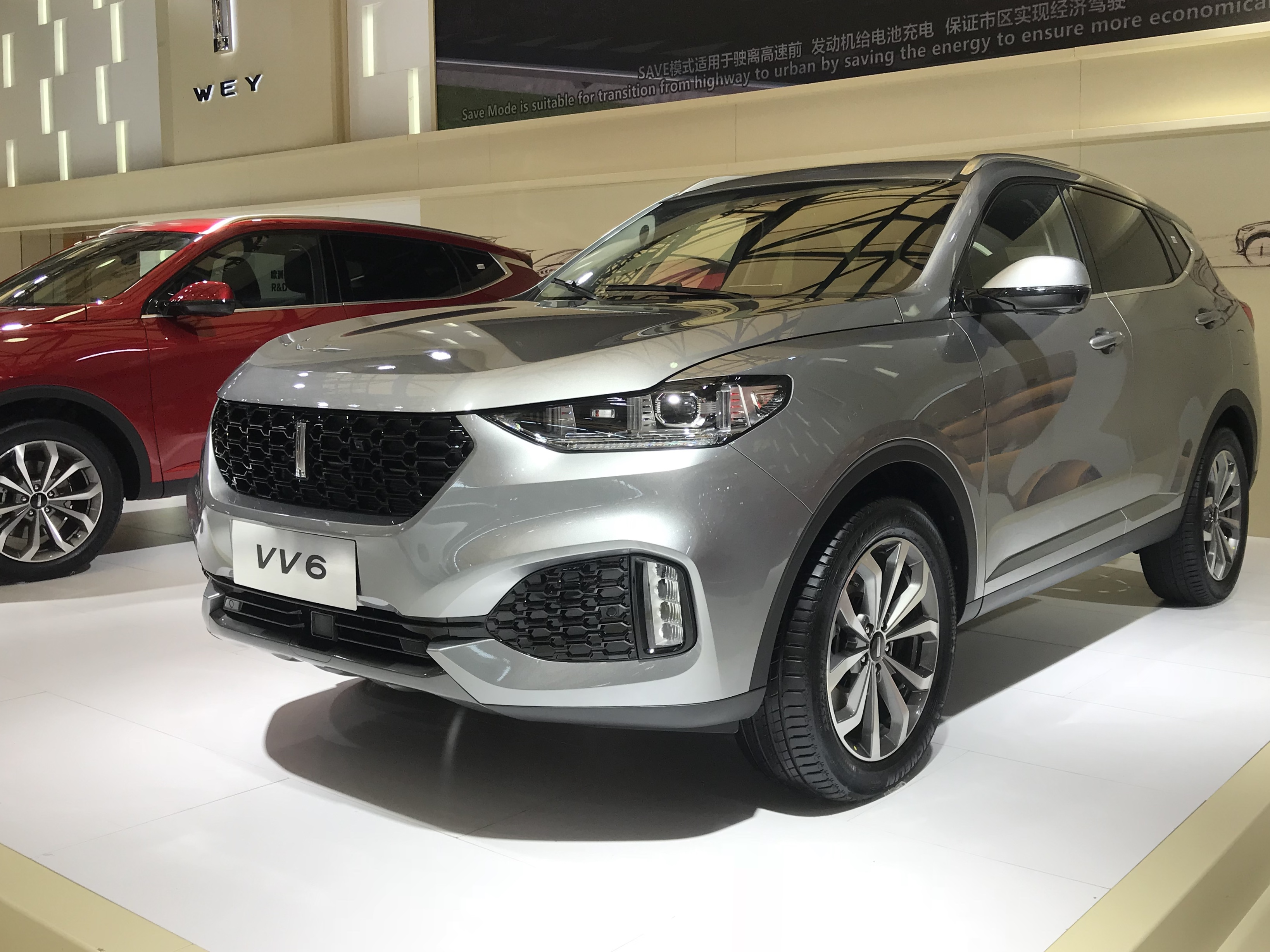
Wey VV6
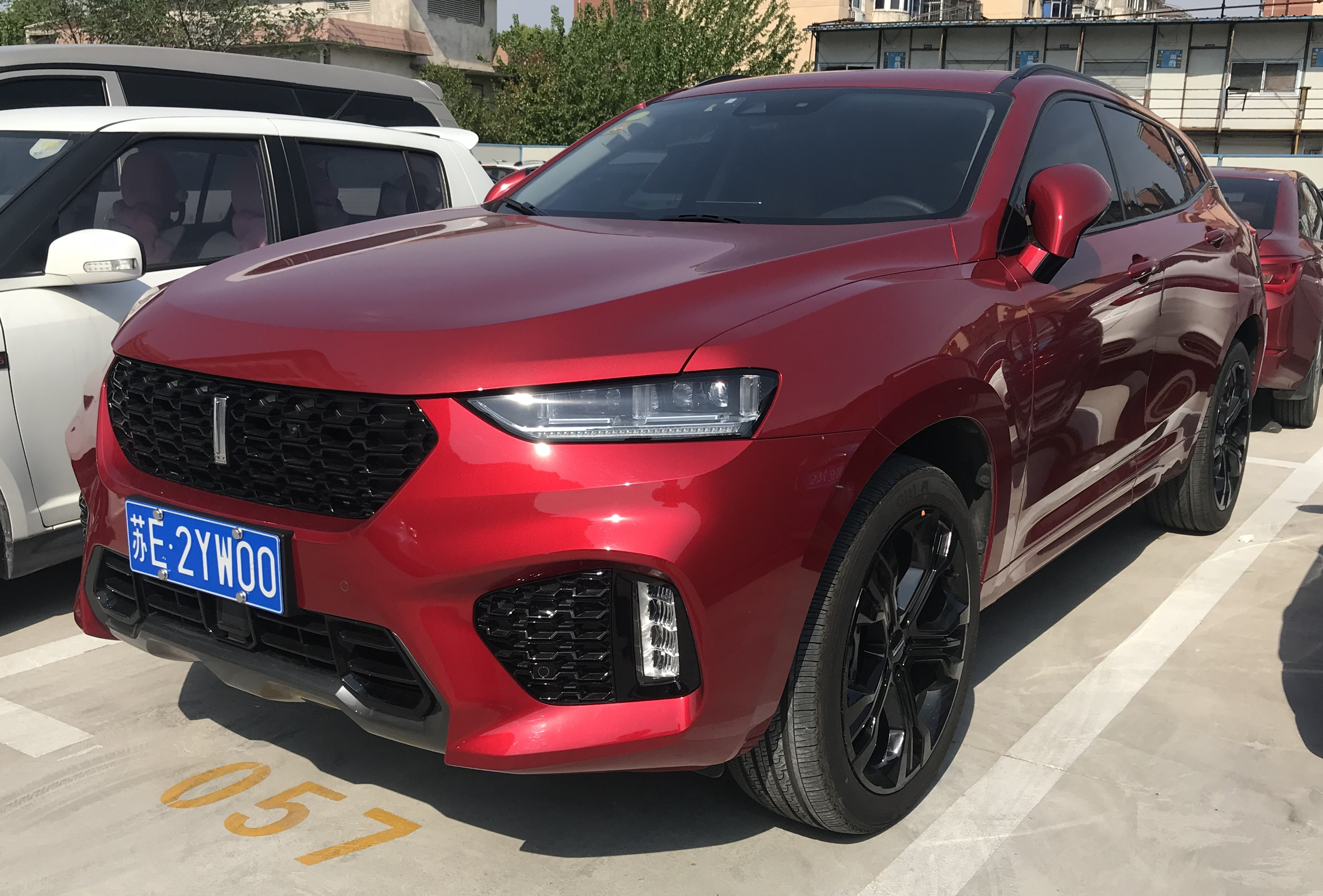
WEY VV7

### Concetto
- Wey XUV Concept
- Wey iNest Concept
- WEY Pi4 VV7 Concept
- Wey-S Concept
- Wey-X Concept
- WEY XEV Concept

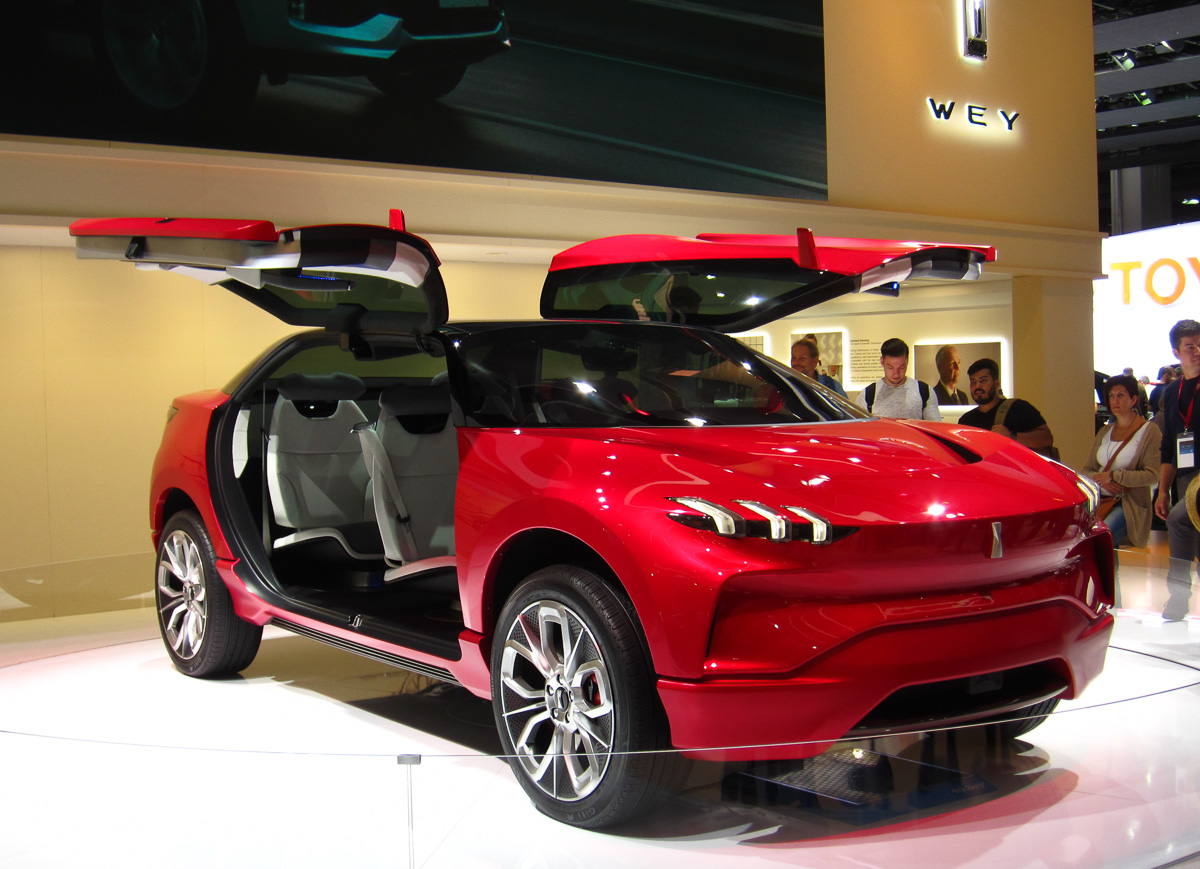
WEY XUV Concept
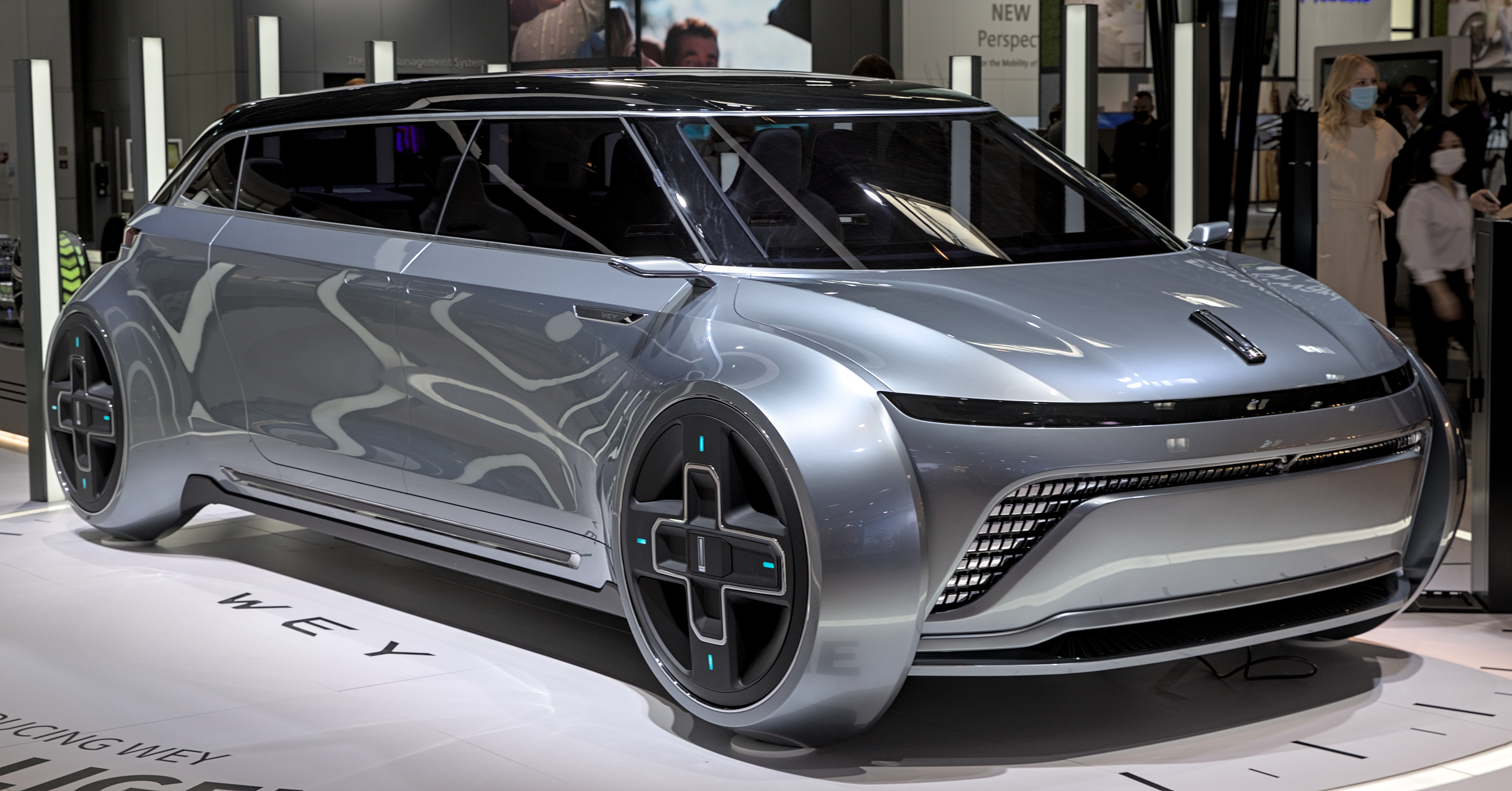
WEY iNest Concept
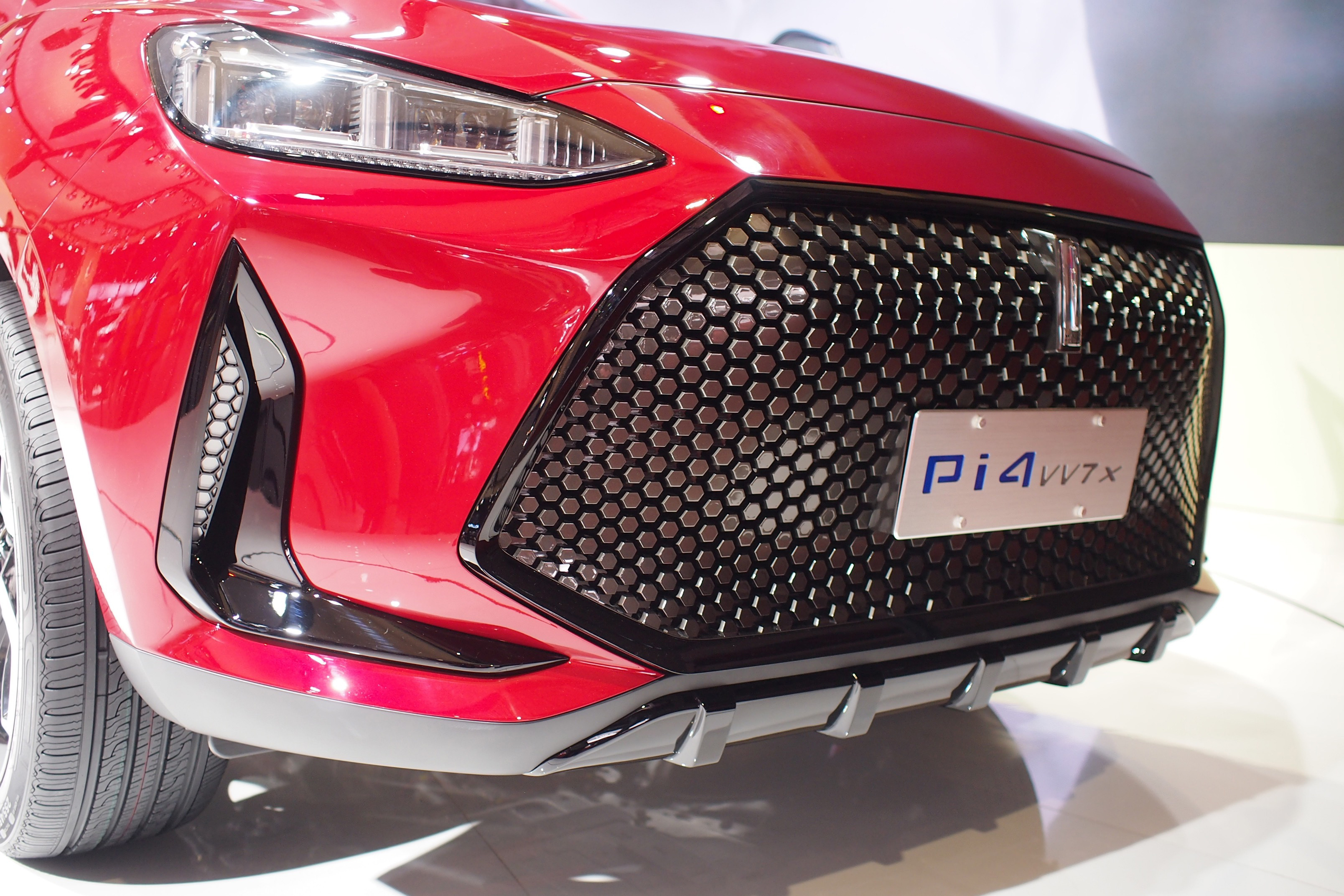
WEY Pi4 VV7 Concept
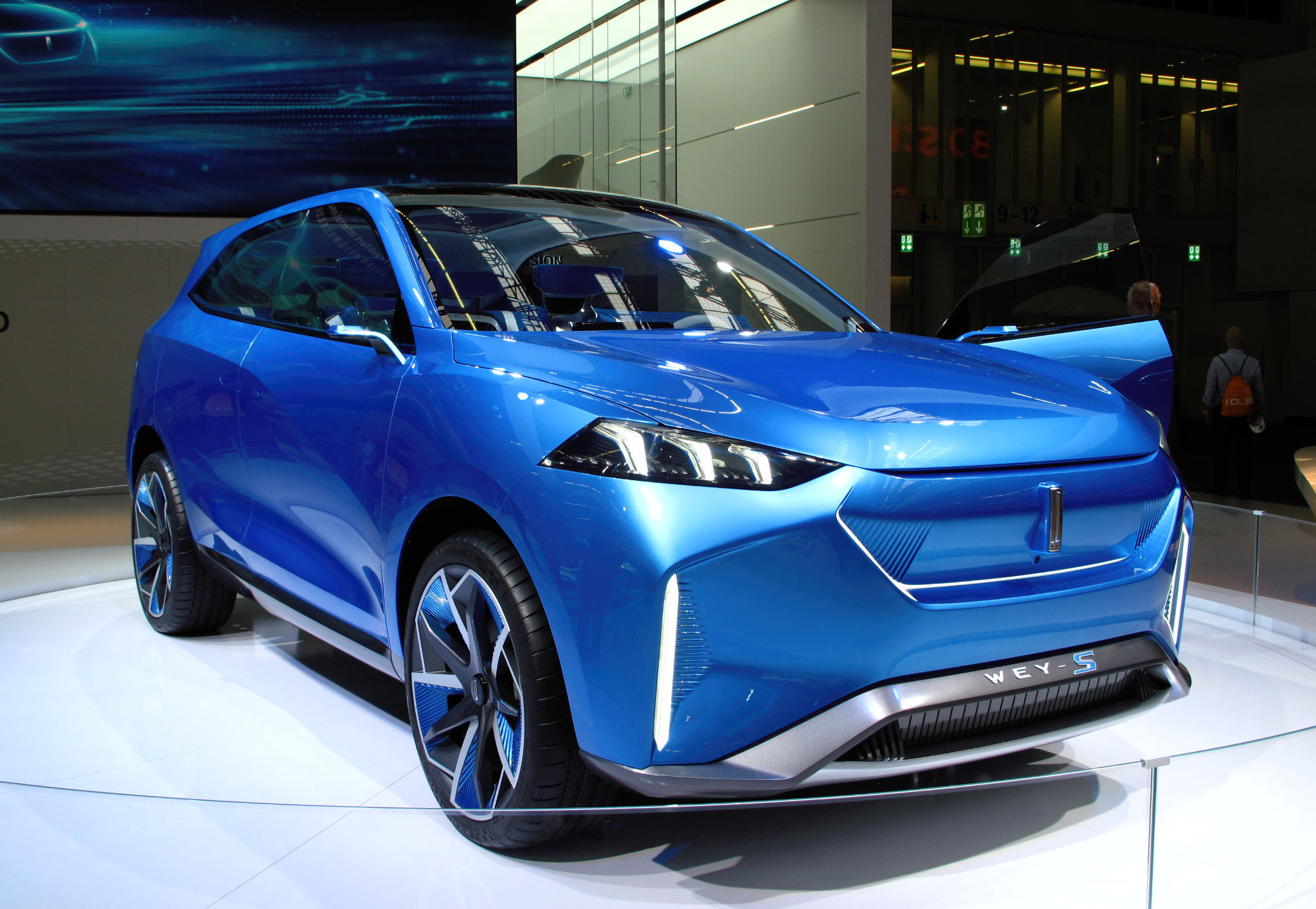
Wey-S Concept
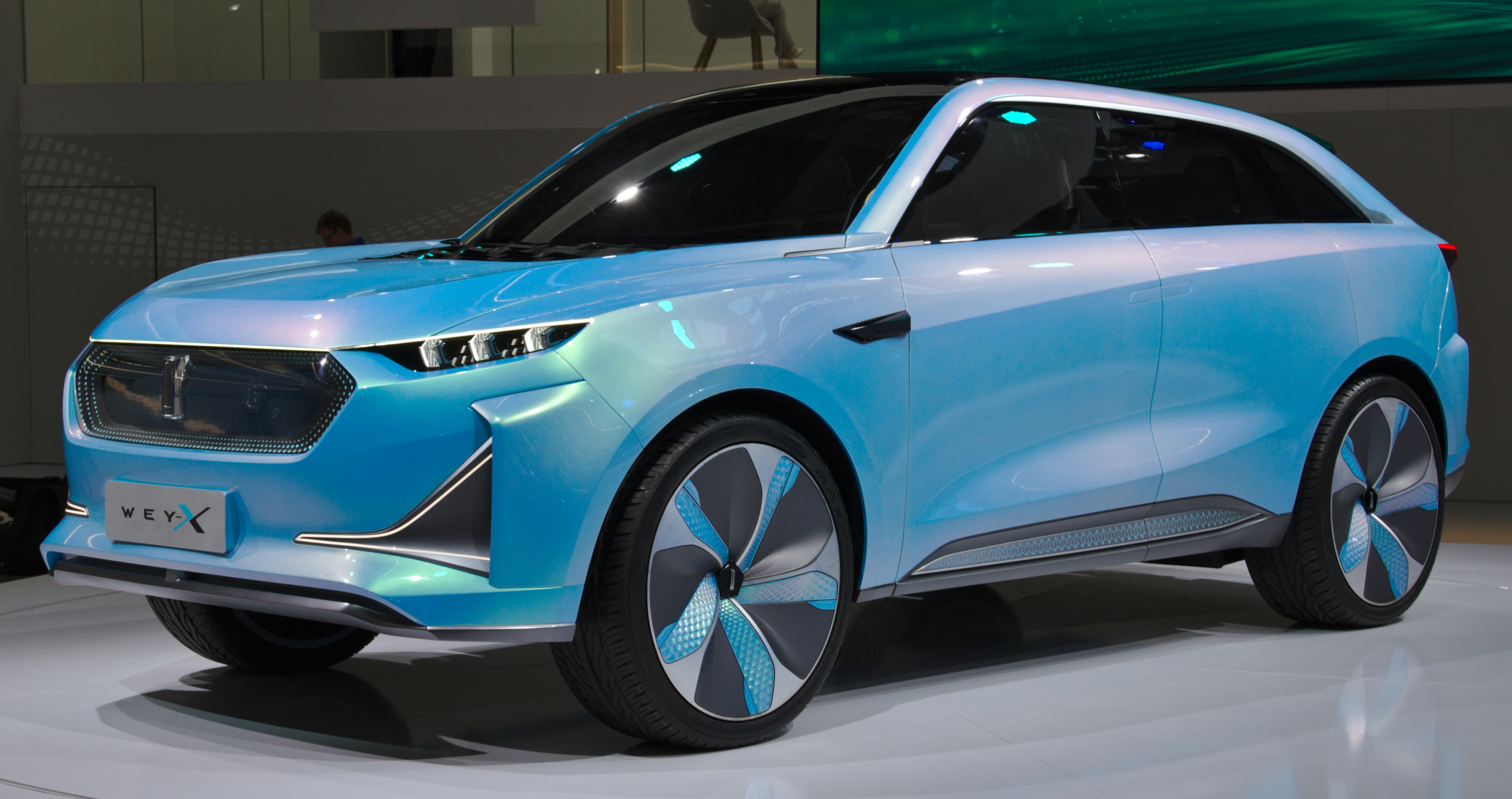
Wey-X Concept
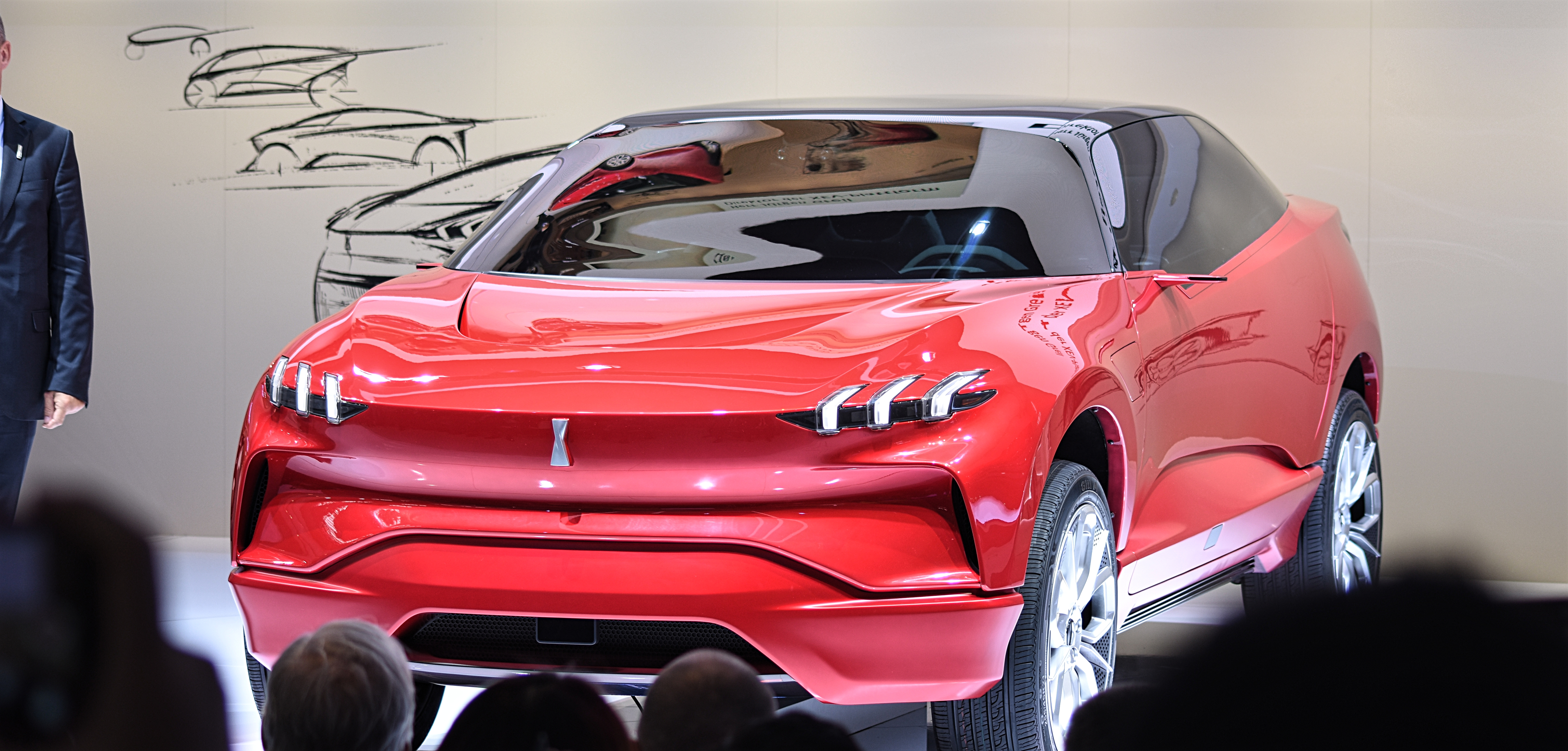
WEY XEV Concept